# Ukrcaj i iskrcaj ukapljenog plina LPG i LNG
Brodovi za prijevoz ukapljenih plinova ili LPG i LNG brodovi su plovila koja služe za prijevoz ukapljenih plinova LPG i LNG. Sa specijalnim brodovima za prijevoz opasnih kemikalija u rasutom stanju, brodovi za prijevoz ukapljenih plinova smatraju se kao plovila izrazito visoke opasnosti. Brodovi za prijevoz ukapljenih plinova LPG LNG pripadaju najnovijoj generaciji brodova, staroj pedesetak godina. Građeni su uz primjenu najsuvremenije tehnologije i namijenjeni prijevozu delikatnih tereta za suvremenu industriju.
Malo drugih tereta koji se prevoze morem ima tako mnogo opasnih svojstava (zapaljivost, eksplozivnost, otrovnost,  korozivnost, reaktivnost u dodiru s drugim tvarima i dr.) kao ukapljeni plinovi i po opasnostima i riziku se uspoređuju jedino s brodovima na nuklearni pogon ili onima što prevoze nuklearne materijale.
Jedna od važnijih karakteristika ovakvih brodova jest da su kvalitetno izrađeni i održavani, dobro opremljeni i modernizirani, te da priroda tereta koji se prevozi zahtjeva maksimalnu opreznost tokom svih operacija rukovanja teretom.

## Razvoj tankera za prijevoz ukapljenog plina
Prvi transport ukapljenog plina morem bio je u bocama pod pritiskom učvršćen na palubi broda. Povijest je zabilježila prvi registrirani – namjensko sagrađeni brod I to M/V Agnita koji je konstruiran i izgrađen 1931. godine u Swan Hunter brodogradilištu u Engleskoj. Poslije Drugog svjetskog rata, prvi znatno veći brod, namijenjen prijevozu propana bio je NATHALIE O. WARREN zapremnine 6050 m3, sagrađen u brodogradilištu "Betlehem Steel Company" u Beaumontu (Teksas), za Warren Petroleum Corporation. Isto brodogradilište preuređuje brod za suhi teret, te u njega ugrađuje 68 uspravnih cilindričnih posuda raspoređenih u 5 skladišta za teret. Dimenzije spremnika za ukapljeni plin kretale su se između 7 i 14 metara visine, te 2 i 4 metra u promjeru. Godine 1952. I 1953. slična preuređivanja brodova za prijevoz plina izvodi brodogradilište "Kieler Howakdstwerke" u zapadnoj Njemačkoj. Sve veća potreba za butanom I propanom, vodila je prema razvoju specijalnih, malih tankera za prijevoz ukapljenog plina. Prvi medu njima koji je plovio za Sjevernu Europu bio je "Rasmus Tholstrup" sagrađen u Švedskom brodogradilištu "Marstrands" 1953. godine za kompaniju "Trans Kosan" u Kopenhagenu. Brod je bio nosivosti 1042 m3, raspoređene u dvanaest uspravnih cilindričnih spremnika i bio je prvi od 23 tankera za prijevoz ukapljenog naftnog plina, sagrađenih za Dansku pomorsku kompaniju "Tholstrup". Godinu dana kasnije u M/T "Sorine Tholstrup" (sada "Kosmogaz"), izgrađen je samo jedan jedini vodoravni spremnik zapremnine 1750 m3, to je za ono vrijeme bio veliki uspjeh brodogradilišta "Svendborg" iz Danske. Tako već od 1970. godine raznim brodovlasnicima isporučuje 132 tankera za prijevoz ukapljenog naftnog plina. Kako su zahtjevi u prijevozu ukapljenog plina morem iz dana u dan bili sve veći, bilo je sve teze raditi velike spremnike pod pritiskom, pogotovo s tehnologijom poznatom prije dvadesetak godina. Ovo tim prije sto je došlo do toga da se i metan prijevozi morem u ukapljenom stanju, a poznato je,kako ce kasnije biti objašnjeno, da se metan ne može prevoziti pod pritiskom. Sve je to dovelo do razmišljanja a kasnije i realizacije,da se plinovi uređajima na brodu ohlade do temperature ukapljivanja pri cesto atmosferskom pritisku, sto je dovelo da stjenke spremnika mogu biti znatno tanje. U 1982. godini bila su izgrađena 162 broda za prijevoz tekućeg plina preko 20 000 m3 s ukupnim kapacitetom od 12 929 000 m3. Veća količina u međunarodnoj trgovini s LPG prevezena je s brodovima koji imaju kapacitet veći od 25 000 m3, međutim, za znatne količine osnovnih petrokemijskih proizvoda, kao npr. etilen, etan, propilen, vinilklorid, butan I amonijak, koje su prevezene u međunarodnoj trgovini, uključujući Europu, sjevernu i južnu Ameriku, Japan i druga odredišta koristili su se brodovi kapaciteta do 15 000 m3.

## Općenito o LNG i LPG ukapljenim plinovima
- LNG (eng. liquified natural gas) je kratica za ukapljeni prirodni plin. LNG je smjesa plinova koja se pri temperaturi i tlaku okoline nalazi u plinovitom stanju. U smjesi dominira metan, a nalazimo još u manjim postotcima i etan, propan i butan. Metan je po svom kemijskom sastavu zasićeni ugljikovodik s jednim atomom ugljika i četiri atoma vodika kemijske oznake CH.

Svojstva metana su:
- temperatura samozapaljenja 585°C,
- kritični tlak 46 bara,
- gustoća ukapljenog metana 425kg/m3,
- vrelište -161,5°C,
- granica eksplozivnosti pri okolnom tlaku 5,24% ; 14,2%.

Razlog porasta upotrebe, a s time prijevoza, su višestruki. Njegove najčešće spominjane prednosti nad ostalim energentima (naftom najviše) su:
- znatno manje onečišćenje okoliša,
- gorivo visoke ogrjevne moći,
- moguće velike rezerve nalazišta ispod 1000 m.

- LPG - Ukapljeni naftni plin je mješavina ukapljenih ugljikovodika nastalih preradom nafte koji su u normalnom stanju plinovi, a pri povećanju tlaka prelaze u tekuće stanje. Ukapljeni naftni plin se sastoji većinom od propana C3H8 ili butana C4H10, a najčešće je smjesa oba plina.

Općenito govoreći LPG ima sljedeće prednosti:
- visoki stupanj iskorištenja - kod nekih postrojenja i do 95%
- mogućnost kombinacije s ostalim gorivima
- lako održavanje i sigurno rukovanje plinskim uređajima
- nema pripremnih faza za korištene energije.

## Tehnički aspektitankeraza prijevoz LPG i LNG plinova, LPG LNG brodovi
Oprema na tankerima za prijevoz ukapljenog plina ovisi o vrsti tereta i tipu broda. Ukapljeni plin može se transportirati na tri načina: 
- pri atmosferskom tlaku
- pri tlaku kondenzacije
- kombiniranom sistemu

Membranski sustav bolje koristi prostor pa za isti kapacitet imaju manje dimenzije. Sferični zbog manje površine imaju manje izolacije, ali im je ukupna težina veća zbog težine cilindričnih nosača. Zbog posrednog spoja s oplatom zaštićeni su od sudara i nasukavanja. Najveća prednost sferičnih i prizmatičnih spremnika je što se izrađuju nezavisno od trupa broda na odvojenoj lokaciji i ugrađuju kod visoke gotovosti broda, čime se osigurava bolji nadzor kvalitete izrade i kraće rokove isporuke.
Prednosti samonosivih sferičnih spremnika:
- manji rizik kod sudara i nasukavanja,
- bolja mogućnost kontrole i bolji uvjeti izrade,
- punjenje bez ograničenja visine,
- bolja mogućnost sakupljanja isparenog plina.

Prednosti membranski spremnika:
- manje dimenzije za isti kapacitet,
- manja propulzijska snaga,
- manje nadvođe.

## LPG LNG brodovi
Brodovi za prijevoz potpuno pothlađenih ukapljenih plinova služe za prijevoz LPG na temperaturama od -47°C do -55°C (u ovisnosti o sadržaju etana) amonijaka i ugljikovodika do temperature -55°C. Imaju ugrađeno postrojenje za ukapljivanje, a kapacitet tankova je od 5000-10000 m3. Obicno imaju od tri do šest tankova razmještenih duž cijelog trupa. Ispod tankova je dvodno, a sa svake strane su balastni tankovi koji mogu imati ugrađenu grijaću spiralu da bi se spriječilo zaleđivanje vode. Tankovi su najčešće prizmaticnog oblika s pregradom na sredini tanka, radi stabilnosti broda.

## Ekspanzijski spojevi
Ekspanzijski spojevi (mjehovi) ugrađuju se zbog kompenzacije termičkih stezanja i rastezanja. Ugrađuju se u razne sustave i uređaje kao sto su: 
- cijevni sustav: za kompenzaciju vertikalnih i askijalnih pomaka,
- izmjenjivači topline: u fiksne izmjenjivače ekspanzijski spojevi ugrađuju se u plast zbog kompenzacije stezanja/rastezanja cijevi: u izmjenjivače s kliznom glavom kompenzatori mogu se ugraditi u plast i na cijev,
- brtve pregrada: za brtvljenje cijevi ili pogonskih osovina,
- brtvenica ventila: zbog boljeg sprečavanja i propuštanja,
- oprema za automatsku kontrolu I za preuzimanje pomaka bez gubitka tlaka: npr, kod pneumatske kontrole opreme.

Ekspanzijski spojevi mogu biti veoma trajni, ako su pravilno odabrani i ugrađeni, ali su kod nepravilne upotrebe ili ugradnje skloni oštećenju.
Zbog toga se umjesto njih mogu upotrijebiti ekspanzijske lire. Kod definiranja ekspanzijskih spojeva pažnja se treba posvetiti radnom tlaku, temperaturi, promjerima, rasporedu i pomicanju cijevi, te cijevnim osloncima.

## Filteri
Ugrađuju se razni tipovi filtera: pamučni, od čelične mreže, od sintetiziranog materijala, keramički itd. Za pravilan rad filtera važno je pravilno održavanje. Filteri sprječavaju zagađenje postrojenja i opreme, a postepeno onečišćenje filtera utječe na radne uvjete i može izazvati oštećenje opreme:
Filteri se ugrađuju u:
- sustave ulja za podmazivanje kompresora i pumpi
- sustave podmazivanja pumpi tereta
- sustave ukrcaja/iskrcaja tereta
- hidrauličke i pneumatske sustave
- sustave rashladne vode za kompresor, izmjenjivače topline itd.
- sustave za detekciju plina i cjevovode za uzimanje uzoraka.

## Protupožarne mrežice
Protupožarne mrežice mogu se ugraditi na različita mjesta u parnom cijevnom sustavu tereta. One sprječavaju prolaz plamena pomoću odvođenja njegove topline i zbog tog su efikasne samo u kratkom periodu. Mogu biti izrađene od žičane mreže ili perforiranog lima s veoma malim otvorima. Ako se često ne čiste, ovi se otvori brzo začepe prašinom, solju i ledom, što može utjecati na pravilan rad sigurnosnih ventila i zbog toga se moraju često čistiti, redovno pregledavati i ne smiju se nikad bojati.

## Ventilacijske gljive
Ispust iz sigurnosnih ventila i sustava za pročišćavanje vodi se u atmosferu kroz ventilacijske gljive, koje su tako konstruirane da pospješuju raspršivanje para i smanjuju mogućnost stvaranja zapaljivih smjesa. U ventilacijskim se gljivama lako skuplja voda, te ih je potrebno često drenirati, jer ispust hladnih para može uzrokovati zaleđivanje vode. Neke gljive imaju uređaj za detekciju plamena s daljinskim upravljanjem zatvarajućom klapnom s priključkom za uštrcavanje CO2 ili inertnog plina. Tekući teret se nikad ne smije ventilirati kroz ventilacijske gljive jer to može uzrokovati preveliko povećanje tlaka sustava i rasprskavanje tankova. Propuštane tekućine može također uzrokovati povrede osoblja. Posebna pažnja potrebna je kod rada postrojenja za relikvifakciju, gdje zaribavanje ekspanzijskih ventila ili kontrolera razine može uzrokovati plavljenje kondenzatora, otvaranje ventila za pročišćavanje i izlijevanje tekućine.

## Nosači cjevovoda
Postoje mnogi tipovi nosača cjevovoda, a njihova funkcija je: 
- preuzimanje težine,
- osiguravanje pravilnog vođenja cjevovoda,
- osiguravanje rastezanja/stezanja bez prevelikih naprezanja,
- sprječavanje poprečnih pomaka,
- izvedbu čvrstih točaka.

## Oscilacija tlaka
Treba upozoriti sve osoblje koje sudjeluje u aktivnostima vezanim za rukovanje teretom, o potencijalnim opasnostima oscilacija u tlaku (udarni tlakovi, "vodeni čekići" – "liquid hammers"), a koji nastaju zbog naglog otvaranja ventila. Do oscilacija u tlaku može doći zbog zaustavljanja protoka tekućine u cijevima. Opasnost je najveća kod prijenosa tereta na velikim udaljenostima i pod velikim brzinama. U ovakvim situacijama, ako se ventil prebrzo zatvori, dolazi do naglog usporavanja velike količine tekućine u cijevima sto stvara udarne valove koji putuju kroz cijev stvarajući jako visoke oscilacije u tlaku. Cijevi na tornju za ukrcaj su najosjetljiviji dio sustava za ukrcaj u slučaju naglog tlaka. Ovakve situacije mogu nanijeti štetu brodu, naškoditi posadi i prouzročiti požar ili eksploziju. Do oscilacije u tlaku može doći i kada se ventili, kojima je stvorena razlika pritiska u cjevovodu za tekući teret, naglo otvori. Ako je razlika u tlaku visoka, a ventil se naglo otvori, tekućina će poteći velikom brzinom. Zaustavljanjem ovako brze tekućine u cjevovodu, dolazi do vrlo visokog povećanja tlaka. Ovo se, na primjer, može dogoditi u slučaju kada je tekućina "zaglavljena" među ventilima na palubi i kada postaje topla; u tom slučaju ventil treba otvoriti vrlo pažljivo, kako bi se tlak u cijevima lagano izjednačio. Da bi se izbjegli ovakvi slučajevi, potrebno je nakon svake upotrebe cjevovode dobro isprazniti.

## Pravila koja se moraju poštovati prije početka rukovanja teretom
Sve mjesne odredbe i pravila terminala vezana za sigurnost i pravila u slučaju opasnosti, trebaju se uskladiti među posadom tankera i osobljem terminala.
Nakon što je tanker privezan, predstavnik terminala treba stupiti u vezu s odgovornim časnikom broda radi :
- pružanja obavijesti vezanih za pravila terminala i mjesnih odredbi,
- pružanja obavijesti i davanja tablice podataka o opasnostima tankera kojeg treba ukrcati,
- dogovor o mjestima određenim za pušenje,
- davanja obavijesti o postupcima vezanim za dobivanje "dozvole za rad" i "dozvole za opasan rad",
- obavijesti o načinu pozivanja u pomoć s terminala, požarne, liječničke službe, policije i drugih službi u slučaju opasnosti,
- međusobnog obavještavanja o raspoloživosti protupožarne opreme na terminalu i na tankeru,
- dogovora o preuzimanju akcija u slučaju požara ili drugih opasnosti.

## Spremnost
Prije ulaska tankera u terminal, gdje ce se ukrcavati/iskrcavati teret, brodske protupožarne cijevi trebaju biti razmotane I spojene na glavni protupožarni [[[cjevovod]] i barem jedna od njih mora biti smještena naprijed, a druga prema krmi blizu razvodne cijevi. Ako je izvedivo, jedna bi pumpa trebala održavati tlak na brodskom glavnom protupožarnom cjevovodu za vrijeme rukovanja teretom. Sustav raspršivanja vode trebao bi se postaviti tako da štiti razvodnu cijev, a ujedno bi se trebalo ispitati dali je u ispravnom stanju. Prijenosni uređaj za gašenje požara suhim prahom treba postaviti na prikladno mjesto uz razvodnu cijev ili treba razmotati cijev iz fiksnog uređaja za gašenje požara suhim prahom i postaviti je u smjeru u kojem puse vjetar u odnosu na razvodnu cijev.
Za vrijeme dok je tanker privezan uz terminal, potrebno je održavati spremnost za rad na glavnim motorima, kormilarskom uređaju i druge opreme neophodne za manevriranje, kako bi se brod mogao što brže udaljiti s veza u slučaju hitnog upozorenja.

## Veze
Terminal je obavezan pobrinuti se za adekvatan način komunikacije između broda i obale. Tamo gdje postoji jezični problem u komuniciranju između posade broda i osoblja terminala, potrebno je dogovoriti se o načinu komuniciranja i jezika koji će se koristiti.

## Razmjena informacija između broda i terminala prije početka rukovanja teretom
Razmjena informacija između tankera i terminala vezanih uz aktivnost privezivanja, već je ranije obrađena.
Prije početka samih radnji, potrebno je izmijeniti dodatne informacije vezane za rukovanje teretom i ukrcaj tankova.
Informacije tankeru: Potrebno je dostaviti sljedeće informacije odgovornom časniku broda.
Ukrcaj:
1. vrsta, karakteristike i temperatura tereta,
2. raspoloživost terminala s plinskim povratnim cijevima,
3. nominirana količina ili količina tereta za ukrcaj,
4. maksimalna norma ukrcaja,
5. broj i većina fleksibilnih ili čvrstih cijevi po vrsti tereta,
6. ograničenost kretanja fleksibilnih ili čvrstih cijevi,
7. sustav komunikacije za kontrolu ukrcaja, uključivši i signal za zaustavljanje u slučaju opasnosti,
8. ograničenost radnji terminala.

Iskrcaj :
1. prihvatljiv redoslijed istovara tereta od strane terminala,
2. maksimalna norma istovara,
3. bilo koja ograničenost od strane terminala,
4. sustav komunikacije za kontrolu istovara uključivši i signal za zaustavljanje u slučaju opasnosti,
5. ograničenost kretanja fleksibilnih ili čvrstih cijevi,
6. sustav komunikacije za kontrolu ukrcaja, uključivši i signal za zaustavljanje u slučaju opasnosti,

Utovar :
Stanje tankova:
1. koji su tereti na tri ranija putovanja prevoženi,
2. maksimalno prihvatljiva norma ukrcaja i maksimalni moguća norma,
3. dozvoljena temperatura tereta,
4. potrebna količina bunkera (kod LNG).

Istovar :
1. specifikacija tereta,
2. kvantiteta i kvaliteta ukrcanog tereta,
3. željeni redoslijed istovara tereta iz brodskih tankova,
4. maksimalno moguća brzina istovara.

## Radni postupak

### Ukrcaj i iskrcaj
Ako se brod puni u tankove koji su pod inertnim plinom ili dušikom, potrebno je, ako je moguće,omogućiti održavanje vakuuma u tankovima. Zbog strogih mjera zaštite okoliša u većini luka, nije moguće održavanje tankova za vrijeme punjenja, pa će vakuumiranjem tankova prije početka punjenja količina inertnog plina koja se pušta biti znatno manja. Ako su tankovi pod vakuumom, treba početi ukrcaj preko mlaznica na vrhu tanka, kako bi se pothladila struktura tanka.

## Utovar tereta s pothlađivanjem
Utovar započinje postepenim pothlađivanjem tankova kako bi se što više smanjila termička naprezanja materijala od kojeg su tankovi izgrađeni. Tekućina tereta dovodi se na sapnice na vrhu tanka gdje se raspršuje u finu maglu, ravnomjerno pothlađujući na taj način stjenke tanka. Nakon sto se temperatura stjenke snizi do potrebne razine, postepeno se otvara ventil na glavnom cjevovodu za punjenje, a zatvara ventil za sapnice, usmjeravajući na taj način protok tekućine na dno tanka. Istovremeno brodski kompresori sišu pare iz tankova, ukapljuju ih u kondenzatoru i nakon ekspanzijskog ventila vraćaju u tank.
Prilikom utovara iz polupothlađene instalacije ili instalacije pod tlakom, stupanj hlađenja ovisi o kapacitetu kompresora i temperaturi produkta koji se utovara. Na visokoj temperaturi okoline kada je tlak u obalnom tanku iznad tlaka na koji je podešen sigurnosni ventil brodskog tanka, potrebno je smanjiti količinu prekraja, kako bi tlak u brodskom tanku bio ispod tlaka otvaranja sigurnosnog ventila.

## "Off shore pumpe" za utovar
Za prijenos LNG-a i drugih kriogenih proizvoda s kopna na brod visokim stupnjem pouzdanosti i poboljšane sigurnosti dizajnirana je i razvijena dosad tehnički najdotjeranija vrsta opreme, "Marine Loading Arm".
Marine Loading Arm je moguće u potpunosti kontrolirati pomoću daljinskog upravljanja. Radni tlak joj je od -0,3 bara do 30 bara, te radna temperatura do -162°C.

## Pothlađivanje tijekom plovidbe
Kako ukapljeni plinovi u tankovima isparavaju, da bi se pritisci i temperature održali unutar dozvoljenih granica, brodsko postrojenje mora raditi i tijekom plovidbe. Kompresori crpe pare iz tankova preko izmjenjivača u kome se griju protustrujom iz kompresora, tlače ih, ukapljuju u kondenzatoru i tekući se plin vraća u tank. Povrat ukapljenog plina u tank ide preko sapnica na vrhu tanka, čime se ispareni plin tušira hladnom tekućinom, te se na taj način smanjuje temperatura tereta, odnosno smanjuje isparavanje.
Ovo se postiže ili relikvifakcijom (ponovnim ukapljivanjem para tereta) ili korištenjem para tereta kao gorivo za propulziju. Postrojenja su normalno opremljena uređajima za isključivanje koji reagiraju na visoku razinu tekućine, visoku temperaturu i visoki tlak. Najčešće se upotrebljavaju postrojenja za relikvifakciju koja komprimiraju pare tereta i kondenziraju ih u kondenzatorima hlađenim morskom vodom. Postrojenja za relikfakciju obično se ne ugrađuju u LNG brodove, jer se pare tereta koriste kao gorivo u glavnim propulzionim strojevima. Za vrijeme putovanja bez tereta (s punim balastnim tankovima) tankovi se obično održavaju hladnim pomoću namjerno ostavljene manje količine tereta. Propisi ne dozvoljavaju da se LPG pare koriste kao gorivo pa se one ukapljuju i vraćaju u tank. Obično se tekućina vrača kroz cjevovod koji je raspršuje čime se postiže bolji rashladni učinak.
Posebnu pažnju treba posvetiti sprječavanju ulaska tekućine u kompresor, posebno ako nije ugrađena oprema za odvajanje tekućine. To je poseban problem za vrijeme lošeg vremena odnosno ljuljanja broda, zbog čega često treba isključiti kompresore. Ako se kondenzat vrača istovremeno u više tankova, ili ako se pare usisavaju iz više a vraćaju u jedan tank, moraju se redovno kontrolirati razine tekućine i poduzimati potrebne radnje da ne dođe do prepunjenja pojedinih tankova. Loše vremenske prilike uzrokuju valjanje broda i tereta, pa se može dogoditi da tekućina dođe na usis kompresora.

## Iskrcaj tereta
Brodovi za prijevoz LPG LNG iskrcavaju teret pomoću centrifugalnih pumpi koje mogu biti "deepwell", horizontalne centrifugalne ili kombinacija ova dva tipa. Bez obzira na vrstu pumpe, početna količina tekućine dolazi na usis pumpe i ta količina se zove "netto pozitivna količina usisa" ili NPKU. 
Tlak u tanku ovisi o temperaturi tekućine i zove se tlak zasićenja tekućine za određenu temperaturu. Međutim, da bi se dobilo potrebnu količinu tekućine na usisu pumpe, mora postojati dodatni tlak ili nad-tlak.
Prije početka istovara tereta potrebno je pothladiti cjevovod i pumpe, odnosno u slučaju potrebe inertirati i purgirati. Ako na brodu ne postoje uronjene pumpe u tankovima, tada se iskrcava tlačenjem tankova, da bi se tekući teret doveo na usis booster pumpe. Cjevovodom parne faze dovode se pare pod određenim tlakom u tankove i potiskuju tekućinu tereta na usis booster pumpe, koja tlači teret cjevovodom tekuće faze na obalu. Ako na obalnom postrojenju ne postoji cjevovod parne faze, ili se iz bilo kojeg razloga ne može koristiti, tada se iskrcava tlačenjem tankova parama tereta, koje se dobivaju isparivanjem tereta u isparivaču. Kompresor crpi ovako dobivene pare i pod tlakom ih vrača u tank mimoilazeći kondenzator a tekućina iz tanka dolazi na usis booster pumpe, kojom se prekrcava na obalu.
Tijekom istovara tereta iz potpuno pothlađenog postrojenja, kompresor mora raditi s punim kapacitetom i s najmanje 50% kapaciteta u toku plovidbe. Kada je brod ukrcao teret za iskrcaj na potpuno pothlađenom postrojenju, kompresor mora raditi u toku plovidbe i kod pristajanja u luci istovara. Ako je ukupna količina protoka manja od polovice planirane za sve pumpe koje rade, jednu, ili čak dvije, pumpe treba isključiti. Kad kod je moguće, jedan tank treba isprazniti prije ostalih.

## Zaključak
Prijevoz LPG-a i LNG-a morem i same industrije koje potražuju te plinove doživljavaju velik rast u proteklim godinama izuzev prošle i tekuće godine gdje je zabilježen lagani pad od nekoliko posto, no velika energetska iskoristivost ovakve vrste tereta bez većih gubitaka je glavni jamac i najavljitelj da će se trend razvoja zabilježen u prijašnjim godinama nastaviti. Naručuju se brodovi sve većih kapaciteta i novih tehnologija a sve to zahtjeva posade spremne za rukovanje ovakvim brodovima. 
Iako je zbog visokog stupnja tehnološke zaštite ovih brodova rizik nesreće smanjen na minimum, visok stupanj uvježbanosti posade bio je jedan od najvažnijih razloga zbog kojih se gubitak broda i tereta koji prevoze ukapljene plinove nikad nije dogodio. Nagli rast flote posljednjih godina uzrokovao je nedostatak posada s iskustvom na brodovima za ukapljene plinove i prisilio je brodovlasnike na snižavanje kriterija pri odabiru posade. Uz to zbog želje za profitom brodogradilišta, posebno ona na istoku stalno skraćuju vrijeme izrade broda što dovodi u pitanje kvalitetu izrade, a time i sigurnost pri rukovanju sustavima za teret.
Napominje se da upravo ljudski faktor, da li zbog neiskusnih posada, terorističkog napada ili zbog sve lošije kvalitete izrade LPG i LNG brodova, može izazvati prvu nesreću u prijevozu ukapljenog plina te dovesti u pitanje desetljećima stjecan imidž sigurnosti brodova za ukapljene plinove.